# Telmatobius chusmisensis
Telmatobius chusmisensis är en groddjursart som beskrevs av Formas, Cuevas och Jose J. Nuñez 2006. Telmatobius chusmisensis ingår i släktet Telmatobius och familjen Ceratophryidae. IUCN kategoriserar arten globalt som otillräckligt studerad. Inga underarter finns listade i Catalogue of Life.